# DarkOrbit
Darkorbit é um massive multiplayer online game desenvolvido pela Bigpoint GmbH.Foi lançado em 11 de dezembro de 2006. O jogo se passa no espaço sideral, onde os jogadores controlam uma nave espacial e batalham tanto com computadores (NPCs) quanto com outros jogadores. É um jogo de flash em duas dimensões e, devido à nova atualização da engine gráfica, pode ser jogado pela primeira vez em três dimensões. É jogado por mais de 80 milhões de pessoas, além das milhares de pessoas online por dia.

## Jogabilidade
No início do jogo, o jogador escolhe batalhar por uma de três companhias: Venus Resources Unlimited (VRU), Earth Industries Corporation (EIC), e Mars Mining Operations (MMO). Assim que este se associa a uma companhia, automaticamente entra em guerra com as outras. Os jogadores recebem um pequeno tutorial, antes de serem teletransportados para o mapa base. O objetivo do jogo é ganhar riqueza e poder tanto individual, quanto para a companhia.

### Posição
Os usuários são classificados usando uma fórmula matemática baseada em uma variedade de fatores, incluindo o nível, a honra, tipo de nave, alienígenas destruídos, e muito mais. A patente mais baixa é "Piloto Espacial Básico", e a mais alta é General (com apenas um em cada companhia). Jogadores podem subir de nível, ganhando experiência através do combate com aliens / naves e fazendo missões. Cada nível requer o dobro de experiência do nível anterior. Subindo de nível os jogadores ganham acesso a mais mapas e missões. A honra é adquirida de forma semelhante à experiência e permite aos jogadores vender recursos com preços mais elevados. Destruir naves dos jogadores da própria companhia ou destruir uma Phoenix inimiga (nave de iniciantes), causará uma perda de honra e possível baixa na classificação geral.

### Economia
DarkOrbit usa dois tipos de moedas: Créditos (C.) e Uridium (U.). Este último é mais valioso e pode ser obtido com dinheiro real. Já os Créditos, embora sejam mais fáceis de serem obtidos, mostram-se ser um recurso valiosíssimo para todos os jogadores por ser a moeda utilizada no Leilão.
Alguns tipos de equipamentos e munições podem ser adquiridos através de Créditos, mas os itens mais potentes só podem ser comprados com Uridium. Outros só podem ser adquiridos com pagamento em dinheiro real.
No entanto, para alguns desses itens elite, há uma opção para licitar utilizando Créditos. Este sistema de leilão, em que os jogadores têm seu dinheiro reembolsado em casa de perda, é usado para controlar a inflação de créditos. Muitos novos itens não são oferecidos no leilão. O P.E.T. 10 é um drone de preço elevado que aumenta com os níveis de custos para usa-lo. Há também projetos de naves e vários tipos de munição que nunca são leiloados em jogo. Neste momento há uma nova caixa para ser coletada, que custa 1.500 Uridium por uma chance de ganhar itens necessários. A aleatoriedade da distribuição entrou em discussão várias vezes na questão de se completar os portais faria alguma diferença.

### Combate
DarkOrbit utiliza um sistema de combate em tempo real. Em combate, uma variedade de armas pode ser usado para destruir alienígenas e outros jogadores. Estes incluem canhões a laser, foguetes, lançadores de mísseis, minas e outros tipos de equipamento. Os jogadores precisam clicar no seu alvo para travar a mira antes de iniciar o ataque. Quando um inimigo é destruído, ele deixará para trás a sua "cargo box", contendo os minérios que estavam no compartimento de carga da nave do jogador ou dos aliens, a qual pode ser coletada. Caso a sua nave seja destruída, a reparação custará 500 Uridium (isto não vale para as naves compradas com Créditos, que poderão ser reparadas com esta mesma moeda). Os iniciantes, os usuários Premium e os jogadores que possuem bônus de reparação, podem fazê-lo de graça.
Os jogadores iniciam o jogo com uma Phoenix, uma nave que se pode adquirir e reparar gratuitamente, mas que é facilmente destruída. À medida que o jogador avança no jogo, surgem as chances de poder comprar novas naves. Há um total de onze naves diferentes que podem ser adquiridas. São elas: Phoenix; Leonov; Liberator; Piranha; Nostromo; Vengeance; Bigboy; Goliath; Aegis; Citadel; e Spearhead. Estas três últimas apresentam características e habilidades próprias, como Nave de Engenharia, Heavy Cruiser e Recon Ship. A Goliath, por ser a nave mais famosa e mais eficiente, pode ter suas características e visual completamente mudado, basicamente transformar-se em uma nova nave através da compra dos designs. As naves Aegis, Bigboy, Citadel, Spearhead e Vengeance também podem ser customizadas através dos designs, embora não apresentem tanta variedade quanto os da Goliath. As naves podem ser equipadas com uma variedade de itens, incluindo geradores de escudo, motores, canhões a laser, lançadores de mísseis e as CPUs, encontradas na categoria Extras, responsáveis por diversas funções diferenciadas.
Os itens podem, ainda, ter um upgrade de sua potência através dos Upgrades de Item, à custo de Créditos ou Uridium, dependendo da moeda utilizada para comprar o equipamento.

### Clãs
Os jogadores podem participar de um clã pagando uma taxa 1.500 Créditos para enviar uma candidatura ou pode ter o seu próprio pagando a taxa de criação no valor de 300.000 créditos. Entre os benefícios de se juntar a um clã, estão incluídos: a ajuda de companheiros de clã, pagamentos do clã na forma de créditos. Os clãs tem um imposto de clã (entre 0% e 5%), que é coletado diariamente para os cofres dos clãs. Assim, estes podem ajudar seus membros a subir de nível, ganhar créditos e competir contra outros rivais. OS clãs podem declarar parcerias entre si, pactos de não agressão ou guerra. Em casos de clãs em guerra, mesmo sendo da mesma companhia não há perda de honra, em caso de destruição da nave.

### Skylab
O Skylab é um laboratório que é usado para produzir e refinar minérios. Estes minérios podem então ser enviados para a nave do jogador através do módulo de transporte, os quais uma vez na nave, podem ser vendidos por créditos ou para melhorar a capacidade da nave; escudos, velocidade, misseis e laser. Cada módulo de produção poderá ser melhorado à custo de crédito ou uridium (nesta última opção a melhoria é imediata) para aumentar a sua produtividade ou capacidade.

### Perfil de piloto
O perfil de piloto é uma adição relativamente recente ao DarkOrbit. Cada ponto de pesquisa pode ser usado para adquirir certas habilidades que ajudam o jogador no campo de batalha ou funções de outros jogos. Um jogador pode ter até cinquenta pontos de pesquisa em seu perfil. Quando certas habilidades são completadas , geram efeitos especiais, tais como lasers mais grossos , mísseis com ponta vermelha , uma bolha de escudo, etc.

### Formações de drones
Se você tiver 6 drones ou mais você poderá comprar e usar formações de drones. O máximo de drones que você pode ter é 8, mas graças aos novos drones APIS e ZEUS, você pode ter até 10 drones.  

## Eventos especiais
DarkOrbit tem eventos especiais ao longo do tempo que dão aos jogadores recompensas especiais. 

### Arena Jackpot
A Arena Jackpot é um evento, sucessor da antiga Batalha Jackpot, em que todos os jogadores que se inscreverem lutam entre si até que apenas uma nave sobreviva. O jogador vencedor receberá dinheiro real (até £ 10.000 ou 10.000 no valor da moeda local, por exemplo, 10 mil dólares para os EUA ou € 10.000 para a Europa Global ou servidores locais no país) de DarkOrbit, com base em quantos "dólares Jackpot" que eles tinham. Dólares jackpot podem ser encontrado em caixas de bônus que estão espalhados pelo espaço. Os usuários do Brasil, algumas regiões dos Estados Unidos e da Itália não podem participar das competições em que são concedidos prêmios em dinheiro.

### Team Death Match
O Team Death Match é um evento que em que dez naves de uma empresa trabalham em conjunto para matar dez naves de uma companhia do inimigo. A equipe vencedora recebe recompensas no final. 

### Controle de Setor
O Controle de Setor veio inicialmente em substituição ao depreciado Team Death Match, e funciona basicamente nos mesmos moldes do anterior. 

### Spaceball
Spaceball é um evento que tem lugar no mapa 4-4, com o objetivo de marcar golos, atirando uma bola para o portal que liga ao x-5 da companhia. Depois de um golo ter sido marcado, cargo boxes são liberadas em volta de todo o portal, contendo Uridium e munições. 

### Invasão
Um evento que é realizado em mapas diferentes, dependendo do seu nível. Este evento é composto de ondas, cada onda mais difícil de passar do que a anterior. Este evento permite acumular milhões de créditos e milhares de uridium. Os consertos da nave serão gratuitos se você morrer no mapa Invasão.

### Capture The Beacon
Capture The Beacon, como o tradicional jogo capturar a bandeira, é um evento onde todas as 3 empresas tem faróis em seus mapas x-2 que deve ser protegido pela empresa, e capturados pela empresa de ataque, e levados de volta para seus próprios mapas x-2. Jogos tem 1 hora de duração, a empresa com maior número de pontos ganha um prêmio por uma hora como x% ganho de experiência a mais, honra, caixa de recompensas do bônus, etc.

### Scoremageddon < Não existe por causa dos pushing >
Scoremageddon é um evento válido para todos os mapas, com o objetivo de que os jogadores obtenham o máximo de pontos possíveis, e os 50 maiores pontuadores ganham recompensas na forma de uridium e baterias laser. Cada jogador tem 5 vidas, depois de as 5 vidas acabarem, o jogador estará fora do evento (não poderá receber mais pontos ou se outros jogadores o matarem também não receberão pontos).

### Hitac
Este evento é uma parceria entre Antec e Bigpoint, e consiste no aparecimento de diversas naves do tipo "Hitac 2.0" e "Hitac 2.5", acompanhadas por seus protetores, os "Hitac-Minion". O objetivo é destruir estas naves e seus fiéis escudeiros, conseguindo cápsulas, que podem ser transformados em prêmios do jogo, ou prêmios reais, como torres de computador e outros itens. Entretanto, o ganho de prêmios reais não é valido para os países citados mais acima.

## Comunidade
Os fóruns oficiais de DarkOrbit são alimentados pelo sistema XenForo. Os fóruns servem para fornecer um lugar no DarkOrbit para anunciar atualizações e eventos, bem como para os jogadores fazerem perguntas, discutir o jogo, e dar sugestões. Além disso, o suporte DarkOrbit pode ser contactado por e-mail por jogadores que desejam relatar um bug ou fazer uma reclamação, ou pedir um desbloqueamento de chat ou conta.

## Recepção
Joystiq chamou o jogo de "shooter insano" considerando-o como uma mistura de Asteroids e EVE Online.